# Moravská vysoká škola Olomouc
Moravská vysoká škola Olomouc, o. p. s. (MVŠO) je soukromá vysoká škola neuniverzitního typu, která vznikla roku 2005. Od roku 2013 sídlí v moderní budově BEA campus Olomouc.

## Studijní obory
MVŠO poskytuje studium v českém a anglickém jazyce, a to i pro zahraniční studenty. Škola nabízí obor Ekonomika a management (Economics and Management v anglickém jazyce), který lze studovat v bakalářském, ale i v navazujícím magisterském studiu. Obor je akreditován.

## Mezinárodní spolupráce
Škola je zapojena do mezinárodní univerzitní sítě NICE a programu Erasmus+. Studenti toho mohou využívat k výjezdům na studijní pobyty v zahraničí.

## Ústavy a kabinety
Škola má sedm odborných ústavů a Poradenské a kariérové centrum. Ti společně garantují a realizují výuku:
- Ústav marketingu a multimedií
- Ústav managementu
- Ústav podnikové ekonomiky a podnikání
- Ústav informatiky a aplikované matematiky
- Ústav společenských věd
- Ústav financí a účetnictví
- Ústav inovací ve zdravotnictví
- Poradenské a kariérové centrum

## Fotogalerie

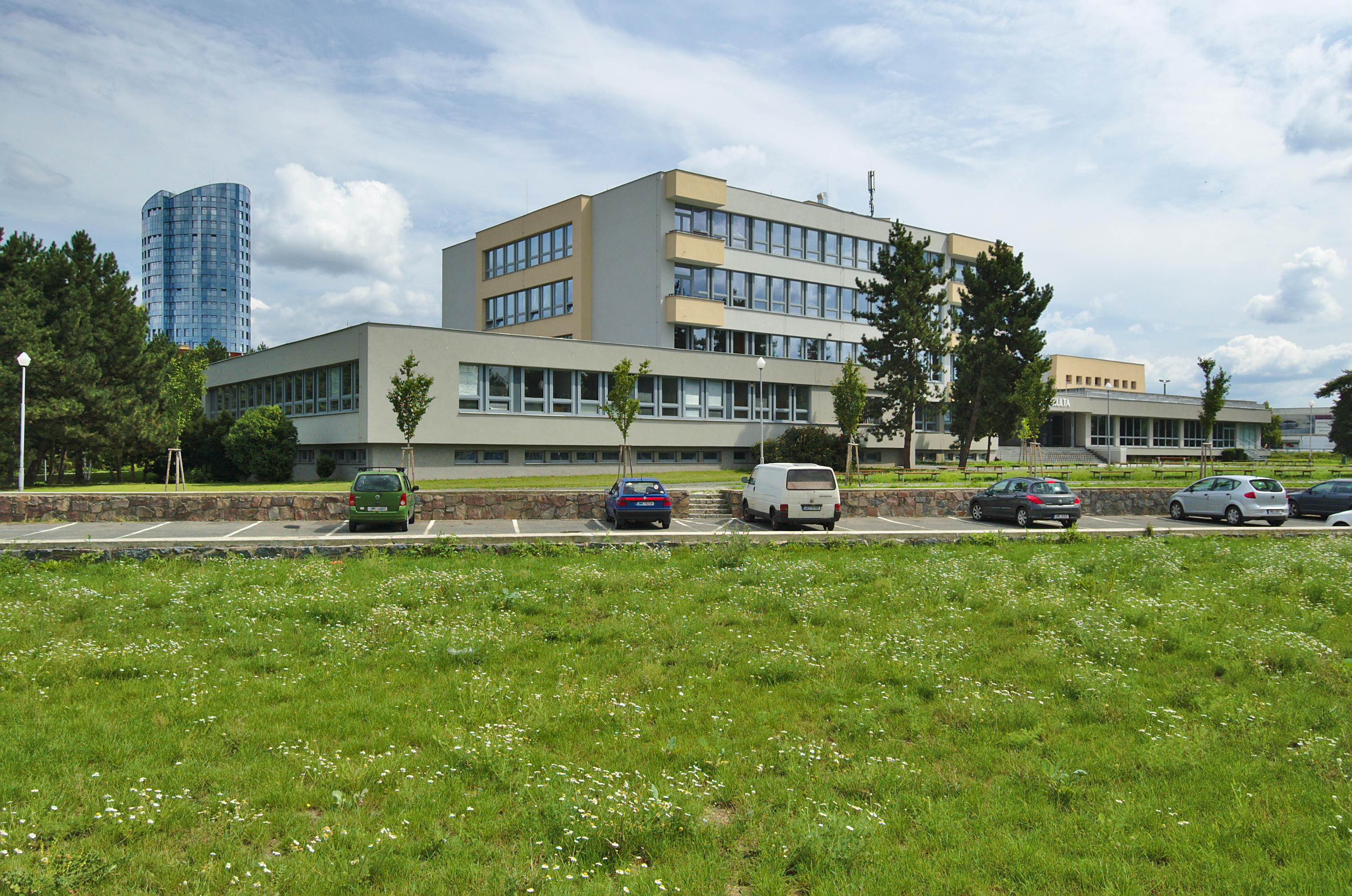
Budova Moravské vysoké školy v pozadí Právnické fakulty Univerzity Palackého
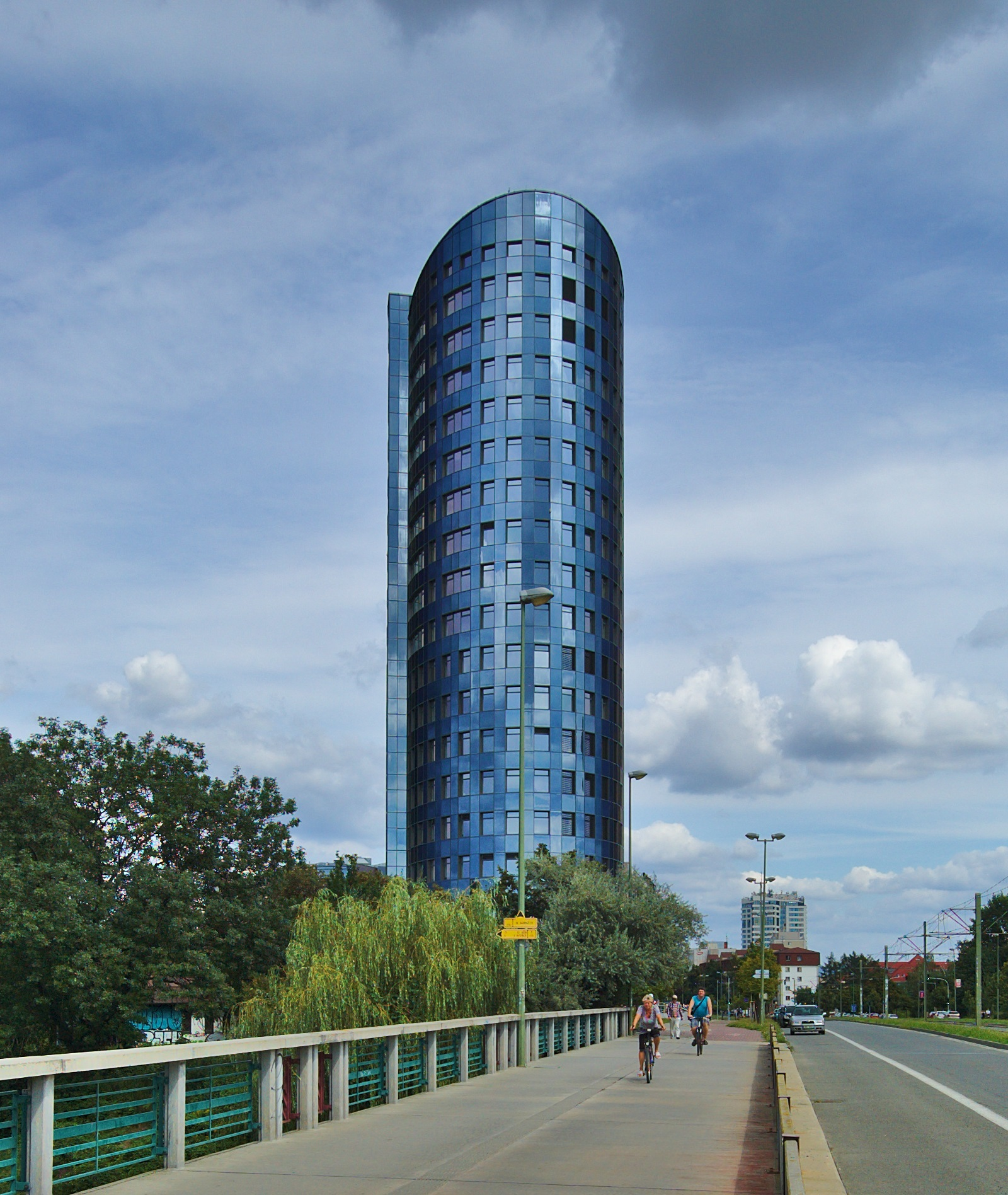
Budova BEA campusu Olomouc, ve které sídlí Moravská vysoká škola Olomouc.